# ماريا آن سميث
ماريا آن سميث (بالإنجليزية: Maria Ann Smith)‏ هي فلاحة أسترالية، ولدت في 1799 في Peasmarsh ‏ في المملكة المتحدة، وتوفيت في 9 مارس 1870 في رايد ‏ في المملكة المتحدة.